# Rhadinella tolpanorum
Rhadinella tolpanorum — вид змій родини полозових (Colubridae). Ендемік Гондурасу.

## Поширення і екологія
Rhadinella tolpanorum мешкають в горах на кордоні департаментів Йоро і Атлантида на північному заході Гондурасу, на території заповіднику Тексігуат. Вони живуть у незайманих вологих гірських і хмарних тропічних лісах, серед опалого листя. Зустрічаються на висоті від 1690 до 1800 м над рівнем моря.

## Збереження
МСОП класифікує цей вид як такий, що перебуває на межі зникнення. Rhadinella tolpanorum може загрожувати знищення природного середовищ.